# 李绶章
李绶章（1941年10月—1988年7月11日），男，江苏江阴人，中华人民共和国政治人物，曾任江苏省人民政府副省长，第六届全国人大代表。
李绶章同志1958年毕业于江苏省江阴高级中学 （页面存档备份，存于），1966年毕业于南京林学院（现：南京林业大学）研究生班，随后在江苏省劳动大学任教。1973年，他调入江苏省农业局工作，历任省农林厅副处长、林业局局长、省农业委员会副主任等职务。1981年2月加入中国共产党。 
1983年5月，在江苏省第六届人民代表大会第一次会议上，李绶章当选为副省长。1988年2月，在江苏省第七届人民代表大会第一次会议上，连任副省长。同年7月11日，李绶章因病逝世，享年46岁。